# Salmoneus gracilipes
Salmoneus gracilipes är en kräftdjursart som beskrevs av Miya 1972. Salmoneus gracilipes ingår i släktet Salmoneus och familjen Alpheidae. Inga underarter finns listade i Catalogue of Life.